# Felix Poplawsky
Felix Poplawsky (* 18. Juni 1979 in Königs Wusterhausen, DDR) ist ein deutscher Kameramann.

## Leben
Nach seinem 1999 abgelegten Abitur in Hamburg absolvierte Felix Poplawsky mehrere Filmpraktika, bevor er an der Filmakademie Baden-Württemberg Bildgestaltung und Kamera studierte. Anfang 2007 erhielt er sein Diplom. Parallel dazu studierte er an der Masterclass der UCLA in Los Angeles. Nachdem er mehrere Fernsehserien und Kurzfilme drehte, debütierte Poplawsky 2011 mit der auf Sat.1 ausgestrahlten Fernsehkomödie Kann denn Liebe Sünde sein? als Kameramann für einen Langspielfilm.

## Filmografie (Auswahl)
- 2007: 15 Minuten Wahrheit
- 2008: Fest der Alten
- 2010: Ein Fall für zwei (Fernsehserie, zwei Folgen)
- 2010–2013: Der letzte Bulle (Fernsehserie, 18 Folgen)
- 2011: Kann denn Liebe Sünde sein?
- 2012: Hanni & Nanni 2
- 2013: Hanni & Nanni 3
- 2013: Letzte Spur Berlin (Fernsehserie, 3 Folgen)
- 2015: Mord in bester Gesellschaft (Fernsehserie)
  -  Die Täuschung
  -  Bitteres Erbe
- 2015: Ich bin dann mal weg
- 2015: Einfach Rosa – Wolken über Kapstadt
- 2017: Out of Control
- 2018: Hilfe, ich hab meine Eltern geschrumpft
- 2019: Die Inselärztin – Das Geheimnis
- 2019: Die Inselärztin – Die Entscheidung
- 2021: All You Need (Fernsehserie)
- 2022: Der Taunuskrimi: Muttertag (Filmreihe)
- 2023: Unbestechlich
- 2023: Sisi (Fernsehserie, 1 Folge)
- 2024: Disko 76 (Netflix-Serie)